# Polycyathus mayae
Espèce
Statut CITES
Polycyathus mayae est une espèce de coraux appartenant à la famille des Caryophylliidae.